# Некрасов Денис Іванович
Денис Іванович Некрасов (рос. Денис Иванович Некрасов; 15 січня 1985, Ленінград, РРФСР — 22 квітня 2022, Ізюм, Україна) — російський неонацист, один з лідерів Російського імперського руху.

## Біографія
В 2014 році брав участь у Російсько-українській війні разом з кількома іншими членами Російського імперського руху у складі батальйону «Прізрак». У складі Російського імперського легіону брав участь у вторгненні в Україну, заступник командира легіону Дениса Гарієва. Після поранення Гарієва 18 квітня 2022 року очолив легіон, проте через 4 дні загинув внаслідок підриву його автомобіля на міні.